# Oleg Alexandrowitsch Jurjew

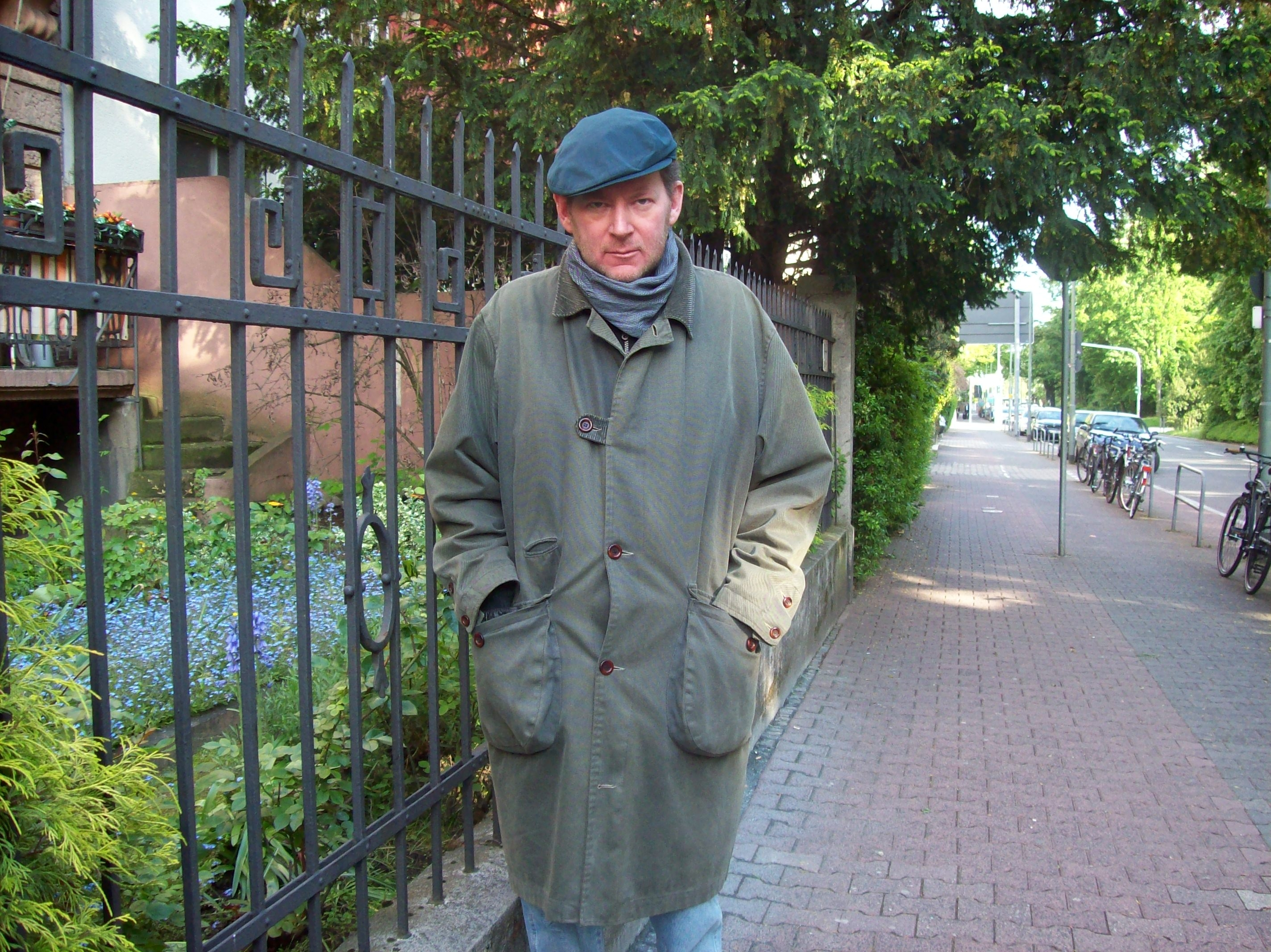
Oleg Alexandrowitsch Jurjew, 2007

Oleg Alexandrowitsch Jurjew (russisch Олег Александрович Юрьев; * 28. Juli 1959 in Leningrad, Sowjetunion; † 5. Juli 2018 in Frankfurt am Main) war ein russischer und deutscher Lyriker, Romancier, Dramatiker, Essayist und Übersetzer.

## Leben und Werk
Oleg Jurjew wurde 1959 in Leningrad als Sohn einer Hochschullehrerin für englische Sprache und eines Violinisten und Konservatoriumsdozenten geboren. 1982 absolvierte er die Leningrader Hochschule für Volkswirtschaft und Finanzen in der Fachrichtung  Wirtschaftsmathematik und Systemtheorie.
Sein erstes Gedicht schrieb er 1970. In den siebziger und achtziger Jahren war die Lyrik seine Hauptbeschäftigung. Ab 1984 schrieb er Bühnenstücke, ab Ende der achtziger Jahre auch Essays und Buchbesprechungen und ab 1992 verfasste er zudem Prosa. In der Endphase der Sowjetunion verdiente er seinen Lebensunterhalt mit Übertragungen vor allem aus dem Englischen sowie mit dem Schreiben von Kindererzählungen und Gedichten. 1988 gewann er mit seinem Stück Komische Geschichten für Schattentheater den Wettbewerb des russischen Theaterverbandes. Es folgten Inszenierungen und Veröffentlichungen seiner Theaterstücke in Russland. 1989 erschien der erste Lyrikband Gedichte über den himmlischen Satz, 1990 ein Buch mit zwei Theaterstücken unter dem Titel Zwei kurze Stücke.
1991 übersiedelte Oleg Jurjew mit seiner Familie nach Deutschland; er lebte seither in Frankfurt am Main. Ein Jahr später wurden drei Theaterstücke, Kleiner Pogrom im Bahnhofsbuffet, Miriam und Sulamith oder Die Kinder Jerusalems, ins Deutsche übersetzt und von deutschen Theaterhäusern inszeniert. Es folgten Inszenierungen seiner Stücke in Tschechien, Polen, Frankreich, der Schweiz und der Ukraine sowie Veröffentlichungen seiner Werke in den Landessprachen. Ein erster Prosaband mit dem Titel Spaziergänge unter dem Hohlmond erschien 1993 in Russland und wurde für den russischen Booker-Preis nominiert. Eine Auswahl erschien ein Jahr später in deutscher Übersetzung unter dem Titel Leningrader Geschichten. 1996 veröffentlichte er auf Russisch den Prosaband Der Frankfurter Stier, der im selben Jahr in deutscher Übersetzung publiziert wurde. 1999 erschien in Deutschland der Roman Halbinsel Judatin. Die russische Ausgabe wurde 2000 für den russischen Booker-Preis und den Nationalen Bestseller-Preis nominiert. Im selben Jahr erhielt Jurjew das Stipendium des Baltischen Zentrums für Autoren und Übersetzer im schwedischen Visby.
Anfang der neunziger Jahre übersetzte Jurjew einige Theaterstücke und Hörspiele aus dem Deutschen ins Russische und begann journalistische und literarische Beiträge für Radiosender und Zeitungen in den USA, Israel, Frankreich und Deutschland zu verfassen. Seine Texte in deutscher Sprache sind sowohl Übertragungen aus dem Russischen, als auch vom Autor in deutscher Sprache abgefasst. 2006 bis 2013 hatte Jurjew eine eigene Kolumne, Jurjews Klassiker, im Berliner Tagesspiegel. 2002 erschien der Roman Spaziergänge unter dem Hohlmond in der edition suhrkamp, ein Jahr später, ebenfalls bei Suhrkamp, der Roman Der neue Golem oder Der Krieg der Kinder und Greise. 2004 folgten die Lyrikbände Ausgewählte Gedichte und Chöre (2004) und Der Abendschuß zu Frankfurt (2007), beide liegen noch nicht in deutscher Übertragung vor. Überhaupt sind Jurjews Gedichte, abgesehen von einigen Veröffentlichungen in den Zeitschriften manuskripte, Die Horen und Streckenläufer, dem deutschen Publikum wenig bekannt, obwohl sie ein tragendes Element seines Werks bilden. In den späten 2000er Jahren sind von ihm im Insel Verlag der Band Zwanzig Facetten der russischen Natur mit Bildern von Kusma Petrow-Wodkin (2008) und bei Suhrkamp der Roman Die Russische Fracht (2009) erschienen. Im Jahr 2017 erschien mit Unbekannte Briefe sein erster auf Deutsch verfasster Roman im Verbrecher Verlag. Seit Januar 2017 erschien in der Furche jeden Monat seine Kolumne Jurjews Fundstücke.
Seine Gedichte sind ins Deutsche, Französische, Englische, Italienische und Bulgarische übersetzt, seine Theaterstücke und Prosatexte ins Deutsche, Englische, Französische, Tschechische, Polnische und Bulgarische.
2010 erhielt Jurjew den mit 15.000 Euro dotierten Hilde-Domin-Preis für Literatur im Exil der Stadt Heidelberg.
Oleg Jurjew lebte in Frankfurt am Main. Er war mit der Lyrikerin und Prosaautorin Olga Martynova verheiratet. Aus dieser Ehe stammt ein Sohn (* 1988), der Schriftsteller und Übersetzer Daniel Jurjew. 
Oleg Jurjew starb im Juli 2018 im Alter von 58 Jahren.

## Werke

### Bücher (auf Russisch)
- Стихи о небесном наборе (Prometheus-Verlag, Moskau 1989; Gedichte)
- Две короткие пьесы (Leningrader Literatenkomitee, Leningrad 1990; Theaterstücke)
- Прогулки при полой луне (Kamera Chranenija, Sankt Petersburg 1993; Prosa, Nominierung für den russischen Booker-Prize)
- Франкфуртский бык (Verlag Gebr. Zachariadi, Moskau 1996; Prosa)
- Полуостров Жидятин (Mosty kultury, Moskau / Gesharim, Jerusalem 2000; Roman, Nominierung für den russischen Booker-Prize), ISBN 5-932-73041-2.
- Избранные стихи и хоры (Neue Literarische Rundschau, Moskau 2004; Gedichte, Shortlist des Andrei-Bely-Preises, 2004), ISBN 5-867-93317-2.
- Новый Голем, или Война стариков и детей (Moskau und Jerusalem, Mosty kultury, Moskau / Gesharim, Jerusalem 2004, Roman), ISBN 5-932-73167-2.
- Франкфуртский выстрел вечерний (Nowoje isdatel’stwo, Moskau 2007, Gedichte), ISBN 978-5-98379-081-0.
- Обстоятельства мест (поэма) (ARGO-RISK; Knishnoje obosrenije, Moskau 2010, ISBN 5-86856-205-4. Buchreihe „Wosduch: Kurzprosa“)
- Стихи и другие стихотворения (Moskau, Nowoje isdatel’stwo, 2011, Gedichte), ISBN 978-5-98379-145-9.
- Заполненные зияния: Книга о русской поэзии (М.: Новое литературное обозрение, 2013) ISBN 978-5-4448-0048-5.
- О Родине: Стихи, хоры и песеньки 2010-2013 (М.: Книжное обозрение (АРГО-РИСК), 2013) ISBN 978-5-86856-239-6.
- Писатель как сотоварищ по выживанию: Статьи, эссе и очерки о литературе и не только. СПб.: Издательство Ивана Лимбаха, 2014, ISBN 978-5-89059-206-4.
- Неизвестные письма: Я. М. Р. Ленц – Н. М. Карамзину; И. Г. Прыжов – Ф. М. Достоевскому; Л. И. Добычин – К. И. Чуковскому. СПб.: Издательство Ивана Лимбаха, 2014, ISBN 978-5-89059-221-7.
- Рассказы о Сене Кошкине. СПб.: ДЕТГИЗ, 2014, ISBN 978-5-8452-0499-8
- Стихи и хоры последнего времени / Олег Юрьев; вступ. ст. М. Галиной. – М.: Новое литературное обозрение, 2016. (Серия: Новая поэзия), ISBN 978-5-4448-0524-4.
- Неспособность к искажению: Статьи, эссе, интервью. – СПб.: Издательство Ивана Лимбаха, 2018, ISBN 978-5-89059-320-7.

### Bücher (auf Deutsch)
- Leningrader Geschichten; ein Buch über Bäume, Insekten, Frauen und natürlich über den Mond. (Aus dem Russischen von Katja Lebedewa und Hans Lehnert). Edition Solitude, Stuttgart 1994, ISBN 3-929-08512-7.
- Frankfurter Stier, ein sechseckiger Roman. (Aus dem Russischen von Elke Erb und Sergej Gladkich). Edition Pixis bei Janus Press, Berlin/München 1996, ISBN 3-928942-28-X; 2. Auflage, Pixis, München 2001, ISBN 978-3-927915-28-2.
- Halbinsel Judatin. (Originaltitel: Полуостров Жидятин. übersetzt von Elke Erb und Sergej Gladkich). Volk und Welt, Berlin 1999, ISBN 3-353-01128-5.
- Spaziergänge unter dem Hohlmond; kleiner kaleidoskopischer Roman. (Originaltitel: Прогулки при полой луне. übersetzt von Brigit Veit). Suhrkamp, Frankfurt am Main 2002, ISBN 3-518-12240-1.
- Der neue Golem oder Der Krieg der Kinder und Greise. Roman in fünf Satiren. (Originaltitel: Новый Голем, или Война стариков и детей. übersetzt von Elke Erb und Olga Martynova). Suhrkamp, Frankfurt am Main 2003, ISBN 978-3-518-41479-8.
- Zwanzig Facetten der russischen Natur. Mit 10 Bildern von Kusma Petrow-Wodkin. (Originaltitel: Двадцать граней русской натуры. übersetzt von Elke Erb und Olga Martynova), Insel-Bücherei, Band 1307, Frankfurt am Main / Leipzig 2008, ISBN 978-3-458-19307-4. (Aus dem Roman: Der neue Golem oder Der Krieg der Kinder und Greise.)
- Die russische Fracht. (Originaltitel: Винета, übersetzt von Elke Erb und Olga Martynova). Suhrkamp, Frankfurt am Main 2009, ISBN 978-3-518-42076-8.
- als Herausgeber; mit Hans Bender, Wulf Kirsten, Marion Poschmann: Das Buch Nero: Festschrift für einen Dienstkater. Wunderhorn, Heidelberg 2009, ISBN 978-3-88423-328-3.
- Von Orten. Ein Poem 2006–2009, Gutleut, Frankfurt am Main / Weimar 2010, ISBN 978-3-936-82669-2 (= Black Paperhouse. Band 13).
- Zwischen den Tischen. Olga Martynova und Oleg Jurjew im essayistischen Dialog. Bernstein, Gebr. Remmel, Bonn 2011, ISBN 978-3-939431-73-2.
- Halbinsel Judatin. Jung und Jung Verlag, Salzburg 2014, ISBN 978-3-990270-53-0.  Durchgesehen und neu geordnet vom Autor, übersetzt von Elke Erb.
- Von Orten. Ein Poem. 2. Auflage, Gutleut Verlag, Frankfurt am Main 2015, ISBN 978-3-936826-76-0.
- Von Zeiten. Ein Poem. Gutleut Verlag, Frankfurt am Main 2015, ISBN 978-3-936826-77-7.
- Unbekannte Briefe. Verbrecher Verlag, Berlin 2017, ISBN 978-3-957322-33-3.
- Verse vom himmlischen Drucksatz. Hrsg. von Olga Martynova und Daniel Jurjew, Elif Verlag, Nettetal 2025, ISBN 978-3-946989-89-9.

### Zweisprachige Bücher (Russisch/Deutsch)
- In zwei Spiegeln. Gedichte und Chöre (1984–2011). В двух зеркалах. Стихи и хоры (1984–2011). Jung und Jung, Salzburg 2012. (aus dem Russischen von Elke Erb; Gregor Laschen und Olga Martynova; Daniel Jurjew und Gregor Laschen), ISBN 978-3-990-27022-6

### Hörbuch
- Die russische Fracht. Gelesen von Harry Rowohlt. Kein & Aber, Zürich 2011, ISBN 978-3-036-91267-7.

### Theaterstücke
- Miriam. 1984. Uraufführung 1988 (Leningrad, Studiobühne des Schauspielerhauses), dt. Erstaufführung 1993, Hans-Otto-Theater Potsdam. Übersetzt ins Deutsche, Englische, Französische, Polnische und Ukrainische.
- Kleiner Pogrom im Bahnhofsbuffet, 1984. Uraufführung 1992 (Moskau, Theater Album), dt. Erstaufführung 1992, Hans-Otto-Theater Potsdam. Übersetzt ins Deutsche, Englische, Französische, Polnische und Tschechische.
- Komische Geschichten fürs Schattentheater, 1987, das Stück besteht aus drei Einaktern: Alkov-Komödie, Geistergeschichte und Bombardierungsfeerie, die auch einzeln inszeniert werden, am häufigsten Alkov-Komödie (Dt. Erstaufführung 2007, Russisches Theater Berlin).
- Das Hoheliedchen, 1989, überarbeitet und wesentlich erweitert 2001. Übersetzt ins Deutsche unter dem Titel Meine Schwester Sulamith oder Kinder Jerusalems. Dt. Erstaufführung 1994, Hans-Otto-Theater Potsdam.
- Der Weltuntergang nach Moskauer Zeit (Das Funkspiel), 1993, 2001. Übersetzt ins Deutsche.

### Hörspiele
- Petersburger Zwillinge (zusammen mit Olga Martynova). 2011, HR2.
- Versuch über die kasachische Steppe. Lieder aus Stalins Lagern (zusammen mit Olga Martynova). 2014, HR2.

## Auszeichnungen
- 1992 und 1993 Stipendien der Akademie Schloss Solitude
- 1998 Stipendium der Stadt München an der Villa Waldberta
- 2000 Stipendium des Baltischen Zentrums für Autoren und Übersetzer im schwedischen Visby
- 2003 Peter-Suhrkamp-Stipendium
- 2004 Shortlist des russischen Andrei-Bely-Preises
- 2005 Stipendium des Künstlerhaus Edenkoben
- 2007 Shortlist des russischen Andrei-Bely-Preises
- 2010 Hilde-Domin-Preis für Literatur im Exil der Stadt Heidelberg
- 2012 Preis der Petersburger Literaturzeitschrift "Swesda" für die besten Veröffentlichungen des Jahres 2012 (Novelle "Ein unbekannter Brief des Autors L. Dobytschin an Kornej Iwanowitsch Tschukowskij", Swesda, Nr. 7, 2012)
- 2013/2014 Stipendium des Internationalen Künstlerhauses Villa Concordia in Bamberg
- 2013 Shortlist des russischen Andrei-Bely-Preises
- 2013 Preis der Moskauer Literaturzeitschrift Nowy Mir für die besten Veröffentlichungen des Jahres 2013 (Essays "Odnoklassniki", Nowy Mir, Nr. 6, 2013 und "Buratino russkoj poesii", Nowy Mir, Nr. 9, 2013)
- 2014 Lyrikpreis "Raslitschije" (dt. "Unterschied") für den Band "O rodine" ("Über die Heimat") (2013)
- 2016 Lyrikpreis Anthologia der Moskauer Zeitschrift Nowy Mir für beste Lyrikbücher des Jahres 2016 ("Стихи и хоры последнего времени" ("Gedichte und Chöre der letzten Zeit"), Moskau, NLO-Verlag, 2016)